# Neobythites elongatus
Neobythites elongatus är en fiskart som beskrevs av Nielsen och Retzer, 1994. Neobythites elongatus ingår i släktet Neobythites och familjen Ophidiidae. Inga underarter finns listade i Catalogue of Life.